# Record dei Seattle Seahawks
La seguente è la lista dei record dei Seattle Seahawks, stagionali e in carriera, aggiornati al termine della stagione 2022.

## Attacco

### Passaggi

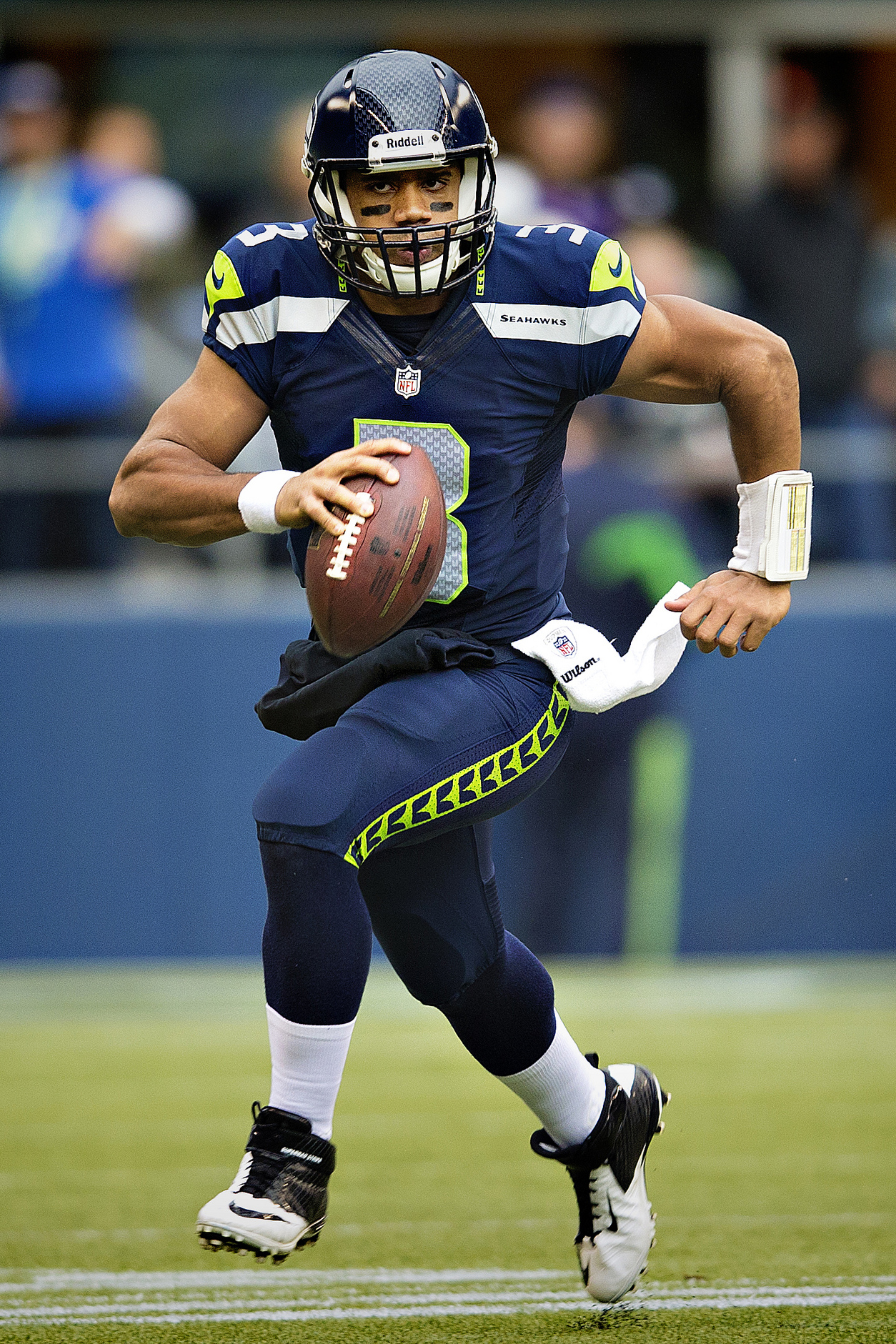
Russell Wilson, detentore della maggior parte dei record sui passaggi dei Seahawks

- Maggior numero di passaggi tentati, carriera: Russell Wilson, 4.735[1]
- Maggior numero di passaggi tentati, stagione: Geno Smith, 572 (2022)[2]
- Maggior numero di passaggi tentati, stagione da rookie: Rick Mirer, 486 (1993)[3]
- Maggior numero di passaggi tentati, partita: Matt Hasselbeck, 55 (2002)[4]
- Maggior numero di passaggi completati, carriera: Russell Wilson, 3.079[5]
- Maggior numero di passaggi tentati, stagione: Geno Smith, 399 (2022)[6]
- Maggior numero di passaggi completati, stagione da rookie: Rick Mirer, 274 (1993)[7]
- Maggior numero di passaggi completati, partita: Matt Hasselbeck, 39 (2009)[8]
- Miglior percentuale di completamento, carriera (min. 500 tentativi): Geno Smith, 69,6[9]
- Miglior percentuale di completamento (min. 200 tentativi): Geno Smith, 69,8 (2022)[10]
- Miglior percentuale di completamento, stagione da rookie (min. 200 tentativi): Russell Wilson, 64,1 (2012)[11]
- Miglior percentuale di completamento, partita (min. 15 tentativi): Russell Wilson, 88,6 (2020)[12]
- Maggior numero di yard passate, carriera: Russell Wilson, 37.059[13]
- Maggior numero di yard passate, stagione: Geno Smith, 4.282 (2022)[14]
- Maggior numero di yard passate, stagione da rookie: Russell Wilson, 3.118 (2012)[15]
- Maggior numero di yard passate, partita: Russell Wilson, 452 (2017)[16]
- Maggior numero di yard medie per tentativo, carriera (min. 500 tentativi): Russell Wilson, 7,8[17]
- Maggior numero di yard medie per tentativo, stagione (min. 200 tentativi): Dave Krieg, 8,8 (1983)[18]
- Maggior numero di yard medie per tentativo, stagione da rookie (min. 200 tentativi): Russell Wilson, 7,9 (2012)[19]
- Maggior numero di yard medie per tentativo, partita (min. 15 tentativi): Russell Wilson, 14,6 (2018)[20]
- Maggior numero di passaggi da touchdown, carriera: Russell Wilson, 267[21]
- Maggior numero di passaggi da touchdown, stagione: Russell Wilson, 40 (2020)[22]
- Maggior numero di passaggi da touchdown, stagione da rookie: Russell Wilson, 26 (2012) (tied NFL record)[23]
- Maggior numero di passaggi da touchdown, partita: 5 (quattro giocatori), più recente Russell Wilson (2020)[24]
- Maggior numero di intercetti subiti, carriera: Dave Krieg, 148[25]
- Maggior numero di intercetti subiti, stagione: Jim Zorn, 27 (1976)[26]
- Maggior numero di intercetti subiti, stagione da rookie: Jim Zorn, 27 (1976)[27]
- Maggior numero di intercetti subiti, partita: Jim Zorn, 6 (1976)[28]
- Minor percentuale di intercetti subiti, carriera (min. 500 tentativi): Russell Wilson e Geno Smith, 1,8[29]
- Minor percentuale di intercetti subiti, stagione (min. 200 tentativi): Seneca Wallace, 1,2 (2008)[30]
- Minor percentuale di intercetti subiti, stagione da rookie (min. 200 tentativi): Russell Wilson, 2,5 (2012)[31]
- Miglior passer rating, carriera (min. 500 tentativi): Russell Wilson, 101,8[32]
- Miglior passer rating, stagione (min. 200 tentativi): Russell Wilson, 110,9 (2018)[33]
- Miglior passer rating, stagione da rookie (min. 200 tentativi): Russell Wilson, 100.0 (2012)[34]
- Miglior passer rating, partita (min. 10 tentativi): Russell Wilson, 158,3 (2018)[35]
- Maggior numero di gare con 300 yard passate, carriera: Russell Wilson, 21[36]
- Maggior numero di gare con 400 yard passate, carriera: Dave Krieg, 4[37]
- Maggior numero di gare con 300 yard passate, carriera: Russell Wilson, 5 (2020)[38]
- Maggior numero di gare con 400 yard passate, carriera: Matt Hasselbeck, 2 (2002)[39]
- Maggior numero di gare con 1+ touchdown passati, carriera: Russell Wilson, 137[40]
- Maggior numero di gare con 2+ touchdown passati, carriera: Russell Wilson, 92[41]
- Maggior numero di gare con 3+ touchdown passati, carriera: Russell Wilson, 41[42]
- Maggior numero di gare con 4+ touchdown passati, carriera: Russell Wilson, 17[43]
- Maggior numero di gare con 5+ touchdown passati, carriera: Russell Wilson, 5[44]
- Maggior numero di gare con 1+ touchdown passati, stagione: Dave Krieg, 16 (1984); Russell Wilson, 16 (2015) (record NFL pareggiato)[45]
- Maggior numero di gare con 2+ touchdown passati, stagione: Russell Wilson, 13 (2018)[46]
- Maggior numero di gare con 3+ touchdown passati, stagione: Russell Wilson, 7 (2018 e 2020)[47]
- Maggior numero di gare con 4+ touchdown passati, stagione: Russell Wilson, 5 (2020)[48]
- Maggior numero di gare con 5+ touchdown passati, stagione: Russell Wilson, 2 (2015 e 2020)[49]
- Maggior numero di  drive vincenti, carriera: Russell Wilson, 32
- Maggior numero di drive vincenti, stagione: Dave Krieg, 5 (1990) e Russell Wilson, 5 (2019)
- Maggior numero di rimonte nel quarto periodo, carriera: Russell Wilson, 24
- Maggior numero di rimonte nel quarto periodo, stagione: Dave Krieg, 4 (1990) e Russell Wilson, 4 (2016, 2019)
- Miglior percentuale di touchdown passati, stagione: Russell Wilson, 8,4 (35 TD / 427 tentativi) (2018)
- Miglior percentuale di touchdown passati, stagione da rookie: Russell Wilson, 6,62 (26 TD / 393 tentativi) (2012)

### Ricezioni
- Maggior numero di touchdown ricevuti, carriera: Steve Largent, 100[50]
- Maggior numero di touchdown ricevuti, stagione: Doug Baldwin, 14 (2015)[51]
- Maggior numero di touchdown ricevuti, stagione da rookie: Daryl Turner, 10 (1984)[52]
- Maggior numero di touchdown ricevuti, partita: Daryl Turner, 4 (1985)[53]
- Maggior numero di ricezioni, carriera: Steve Largent, 819[54]
- Maggior numero di ricezioni, stagione: Tyler Lockett, 100 (2020)[55]
- Maggior numero di ricezioni, stagione da rookie: Joey Galloway, 67 (1995)[56]
- Maggior numero di ricezioni, partita: Steve Largent, 15 (1987)[57]
- Maggior numero di yard ricevute, carriera: Steve Largent, 13,089[58]
- Maggior numero di yard ricevute, stagione: D.K. Metcalf, 1,303 (2020)[55]
- Maggior numero di yard ricevute, stagione da rookie: Joey Galloway, 1.039 (1995)[59]
- Maggior numero di yard ricevute, partita: Steve Largent, 261 (1987)[60]
- Maggior numero di gare con 100 yard ricevute, carriera: Steve Largent, 40[61]
- Maggior numero di gare con 100 yard ricevute, stagione: Steve Largent, 6 (1979)[62]
- Miglior media per ricezione, carriera (min. 200 tentativi): Steve Largent, 16,0[63]
- Miglior media per ricezione, stagione (min. 50 tentativi): Steve Largent, 18,7 (1979)[64]
- Miglior media per ricezione, stagione da rookie (min. 50 tentativi): Joey Galloway (1995) e D.K. Metcalf (2019), 15,5[65]
- Miglior media per ricezione, partita (min. 3 tentativi): Koren Robinson, 55,3 (2002)[66]

### Corse
- Maggior numero di touchdown su corsa, carriera: Shaun Alexander, 100[67]
- Maggior numero di touchdown su corsa, stagione: Shaun Alexander, 27 (2005) (tied 2nd NFL record)[68]
- Maggior numero di touchdown su corsa, stagione da rookie: Curt Warner, 13 (1983)[69]
- Maggior numero di touchdown su corsa, partita: 4 (tre giocatori), più recente Marshawn Lynch (2014)[70]
- Maggior numero di corse tentate, carriera: Shaun Alexander, 2,176[71]
- Maggior numero di corse tentate, stagione: Shaun Alexander, 370 (2005)[72]
- Maggior numero di corse tentate, stagione da rookie: Curt Warner, 335 (1983)[73]
- Maggior numero di corse tentate, partita: Shaun Alexander, 40 (2006)[74]
- Maggior numero di yard corse, carriera: Shaun Alexander, 9.429[75]
- Maggior numero di yard corse, stagione: Shaun Alexander, 1.880 (2005)[76]
- Maggior numero di yard corse, stagione da rookie: Curt Warner, 1.449 (1983)[77]
- Maggior numero di yard corse, partita: Shaun Alexander, 266 (2001)[78]
- Maggior numero di gare con 100 yard corse, carriera: Shaun Alexander, 37[79]
- Maggior numero di gare con 100 yard corse, stagione: Shaun Alexander, 11 (2005)[80]
- Miglior media per corsa, carriera (min. 400 tentativi): Russell Wilson, 5,6[81]
- Miglior media per corsa, stagione (min. 100 tentativi): Russell Wilson, 7,2 (2014)[82]
- Miglior media per corsa, stagione da rookie (min. 100 tentativi): Thomas Rawls, 5,7 (2015)[83]
- Miglior media per corsa, partita(min. 10 tentativi): Marshawn Lynch, 11,6 (2012)[84]
- Maggior numero di touchdown su corsa (quarterback), carriera: Russell Wilson, 23
- Maggior numero di touchdown su corsa (quarterback), stagione: Jim Zorn, 6 (1978); Russell Wilson, 6 (2014)
- Maggior numero di touchdown su corsa (quarterback), stagione da rookie: Jim Zorn, 4 (1976) e Russell Wilson, 4 (2012)
- Maggior numero di touchdown su corsa (quarterback), partita: Russell Wilson, 3 (2012)
- Maggior numero di yard corse (quarterback), carriera: Russell Wilson, 4.689
- Maggior numero di yard corse (quarterback), stagione: Russell Wilson, 849 (2014)
- Maggior numero di yard corse (quarterback), stagione da rookie: Russell Wilson, 489 (2012)
- Maggior numero di yard corse (quarterback), partita: Russell Wilson, 122 (2014)

### Combinate (corse e ricevute)
- Maggior numero yard dalla linea di scrimmage, carriera: Steve Largent, 13.172[85]
- Maggior numero di yard dalla linea di scrimmage, stagione: Shaun Alexander, 1.958 (2005)[86]
- Maggior numero di yard dalla linea di scrimmage, stagione da rookie: Curt Warner, 1,774 (1983)[87]
- Maggior numero di yard dalla linea di scrimmage, partita: Shaun Alexander, 273 (2001)[88]
- Maggior numero di tentativi combinati, stagione: Shaun Alexander, 385 (2005)
- Maggior numero di tentativi combinati, stagione da rookie: Curt Warner, 379 (1983)
- Maggior numero di  touchdown totali, carriera: Shaun Alexander, 112[89]
- Maggior numero di touchdown totali, stagione: Shaun Alexander, 28 (2005)[90]
- Maggior numero di touchdown totali, stagione da rookie: Curt Warner, 14 (1983)[91]
- Maggior numero di touchdown totali, partita: Shaun Alexander, 5 (2002)[92]

## Difesa
- Maggior numero di tackle, carriera: Bobby Wagner, 1.383[93]
- Maggior numero di tackle, stagione: Jordyn Brooks, 184 (2021)[94]
- Maggior numero di tackle solitari, carriera: Bobby Wagner, 819
- Maggior numero di tackle solitari, stagione da rookie: Bobby Wagner, 87 (2012)[95]
- Maggior numero di tackle, stagione da rookie: Bobby Wagner, 140 (2012)
- Maggior numero di tackle solitari, partita: David Hawthorne, 15 (2009); Jordyn Brooks, 15 (2021)[96]
- Maggior numero di tackle assistiti, carriera: Bobby Wagner, 564
- Maggior numero di sack, carriera: Jacob Green, 97,5[97]
- Maggior numero di sack, stagione: Michael Sinclair, 16,5 (1998)[98]
- Maggior numero di sack, stagione da rookie: Bruce Irvin, 8,0 (2012)[99] Non ufficiale: Steve Niehaus, 9,5 (1976) (prima che i sack diventassero una statistica ufficiale)[100]
- Maggior numero di sack, partita: 4,0 (quattro giocatori), più recente Chris Clemons (2012)[101]
- Maggior numero di sack (defensive back), stagione: Jamal Adams, 9,5 (2020) (record NFL)
- Maggior numero di tackle con perdita di yard, carriera: Michael Bennett, 69
- Maggior numero di tackle con perdita di yard, stagione: Michael Bennett, 18 (2015)
- Maggior numero di tackle con perdita di yard, stagione da rookie: Leroy Hill, 11 (2005)
- Maggior numero di quarterback hits, carriera: Michael Bennett, 118
- Maggior numero di  quarterback hits, stagione: Michael Bennett, 30 (2015)
- Maggior numero di  quarterback hits, stagione da rookie: Bruce Irvin, 19 (2012)
- Maggior numero di intercetti, carriera: Dave Brown, 50[102]
- Maggior numero di intercetti, stagione: Kenny Easley, 10 (1984); John Harris, 10 (1981)[103]
- Maggior numero di intercetti, stagione da rookie: Tariq Woolen, 6 (2022)[104]
- Maggior numero di intercetti, partita: 3 (cinque giocatori), più recente Marcus Trufant (2007)[105]
- Maggior numero di intercetti ritornati in touchdown, carriera: Dave Brown, 5[106]
- Maggior numero di intercetti ritornati in touchdown, stagione: 2 (dieci giocatori), più recente Justin Coleman (2017)[107]
- Maggior numero di intercetti ritornati in touchdown, stagione da rookie: Brandon Browner, 2 (2011)[108]
- Maggior numero di intercetti ritornati in touchdown, partita: Dave Brown, 2 (1984)[109]
- Maggior numero di yard su intercetto: Dave Brown, 643[110]
- Maggior numero di yard su intercetto, stagione: Brandon Browner, 220 (2011)[111]
- Maggior numero di yard ritornate su intercetto, stagione da rookie: Brandon Browner, 220 (2011)[112]
- Maggior numero di fumble, carriera: Dave Krieg, 108[113]
- Maggior numero di fumble, stagione: Dave Krieg, 18 (1989)[114]
- Maggior numero di fumble, stagione da rookie: Rick Mirer, 13 (1993)[115]
- Maggior numero di fumble forzati, carriera: Michael Sinclair, 25[116]
- Maggior numero di fumble forzati, stagione: Dwayne Harper, 10 (1993)[117]
- Maggior numero di fumble forzati, stagione da rookie: Coby Bryant, 4 (2022)[118]
- Maggior numero di fumble recuperati (propri e avversari), carriera: Russell Wilson, 32
- Maggior numero di propri fumble recuperati, carriera: Russell Wilson, 32
- Maggior numero di propri fumble recuperati, stagione: Dave Krieg, 9 (1989) e Jon Kitna, 9 (2000)
- Maggior numero di propri fumble recuperati, stagione da rookie: Rick Mirer, 5 (1993)
- Maggior numero di fumble avversari recuperati, carriera: Jacob Green, 17
- Maggior numero di fumble avversari recuperati, stagione: Nesby Glasgow, 5 (1989)
- Maggior numero di fumble avversari recuperati, stagione da rookie: Kenny Easley, 4 (1981) e Gregg Johnson, 4 (1981)
- Maggior numero di fumble ritornati in touchdown, carriera: Bobby Wagner, 3 e Chad Brown, 3[119]
- Maggior numero di fumble ritornati in touchdown, stagione: Bobby Wagner, 2 (2015); Shelton Robinson, 2 (1983); Chad Brown, 2 (1997)[120]
- Maggior numero di passaggi deviati, carriera: Marcus Trufant, 112[121]
- Maggior numero di passaggi deviati, stagione: Richard Sherman, 24 (2012)[122]
- Maggior numero di passaggi deviati, stagione da rookie: Brandon Browner, 23 (2011)[123]
- Maggior numero di passaggi deviati, partita: Marcus Trufant, 5 (2003)

## Special team

### Calci (field goal ed extra point)
- Maggior numero di field goal tentati, carriera: Norm Johnson, 228[124]
- Maggior numero di field goal tentati, stagione: Todd Peterson, 40 (1999)[125]
- Maggior numero di field goal tentati, stagione da rookie: John Kasay, 31 (1991)[126]
- Maggior numero di field goal tentati, partita: 6 (tre giocatori), più recente Olindo Mare (2010)[127]
- Maggior numero di field goal segnati, carriera: Norm Johnson, 159[128]
- Maggior numero di field goal segnati, stagione: Todd Peterson, 34 (1999)[129]
- Maggior numero di field goal segnati, stagione da rookie: John Kasay, 25 (1991)[130]
- Maggior numero di field goal segnati, partita: 5 (quattro giocatori), più recente Stephen Hauschka (2011)[131]
- Miglior percentuale sui field goal, carriera (min. 100 tentativi): Stephen Hauschka, 88,8[132]
- Miglior percentuale sui field goal, stagione (min. 20 attempts): Jason Myers, 100,0 (2020) (record NFL convidiso)[133]
- 'Miglior percentuale sui field goal, stagione da rookie (min. 20 tentativi): John Kasay, 80,6 (1991)[134]
- Maggior numero di field goal tentati da 50 yard, carriera: Norm Johnson, 26
- Maggior numero di field goal segnati da 50 yard, carriera: Stephen Hauschka, 15
- Maggior numero di field goal tentati da 50 yard, stagione: Josh Brown, 8 (2005)
- Maggior numero di field goal segnati da 50 yard, stagione: Stephen Hauschka, 6 (2015) e Jason Myers 6, (2022)
- Maggior numero di field goal segnati da 60 yard, carriera: Jason Myers, 1
- Field goal più lungo: Jason Myers, 61 yard (2020)
- Maggior numero di field goal segnati consecutivamente: Jason Myers, 35 (2019-2020)
- Maggior numero di extra point tentati, carriera: Norm Johnson, 338[135]
- Maggior numero di extra point segnati, carriera: Josh Brown, 57 (2005)[136]
- Maggior numero di extra point tentati, stagione da rookie: Josh Brown, 48 (2003)[137]
- Maggior numero di extra point tentati, partita: John Leypoldt, 8 (1977)[138]
- Maggior numero di extra point segnati, carriera: Norm Johnson, 333[139]
- Maggior numero di extra point segnati, stagione: Josh Brown, 56 (2005)[140]
- Maggior numero di extra point tentati, stagione da rookie: Josh Brown, 48 (2003)[141]
- Maggior numero di extra point segnati, partita: John Leypoldt, 8 (1977)[142]
- Miglior percentuale sugli extra point, carriera (min. 100 tentativi): Todd Peterson, 100,0[143]
- Maggior numero di touchback, carriera: Stephen Hauschka, 257
- Maggior numero di touchdback, stagione: Jason Myers, 59 (2019)
- Maggior numero di field goal bloccati, carriera: Joe Nash, 8; Craig Terrill, 8
- Maggior numero di field goal bloccati, stagione: Joe Nash, 3 (1989); Craig Terrill, 3 (2010); Red Bryant, 3 (2011)
- Maggior numero di extra point bloccati, carriera: Mike White, 3
- Maggior numero di extra point bloccati, stagione: Mike White, 2 (1981)
- Maggior numero di calci bloccati, carriera: Joe Nash, 10
- Maggior numero di extra point bloccati, stagione: Red Bryant, 4 (2011)

### Punt
- Maggior numero di punt calciati, carriera: Jon Ryan, 770[144]
- Maggior numero di punt calciati, stagione: Rick Tuten, 108 (1992)[145]
- Maggior numero di punt calciati, stagione da rookie: Ryan Plackemeier, 84 (2006)[146]
- Punt più lungo, stagione: Jon Ryan, 77 (2011)
- Punt più lungo, stagione da rookie: Ryan Plackemeier, 72 (2006)
- Miglior media per punt, carriera (min. 100 punt): Michael Dickson, 47,6[147]
- Miglior media per punt, stagione (min. 50 punt): Michael Dickson, 49,6 (2020)[148]
- Miglior media per punt, stagione da rookie (min. 50 punt): Michael Dickson, 48.2 (2018)[149]
- Miglior media per punt netta, stagione: Michael Dickson, 44,4 (2020)
- Maggior numero di punt dentro le 20 yard, carriera: Jon Ryan, 276
- Maggior numero di punt dentro le 20 yard, stagione: Michael Dickson, 40 (2021)
- Maggior numero di punt in touchback, carriera: Jon Ryan, 60
- Maggior numero di punt in touchback, stagione: Ryan Plackemeier, 15 (2006)
- Maggior numero di punt che sono stati bloccati, carriera: Herman Weaver, 6[150]
- Maggior numero di punt che sono stati bloccati, stagione: Herman Weaver, 3 (1979)[151]
- Maggior numero di punt bloccati, carriera:  Kerry Justin, 3

### Ritorni
- Ritorno più lungo, carriera: Tyler Lockett, 105 (2015)[152]
- Ritorno più lungo, playoff: Percy Harvin, 87 (2013)
- Maggior numero di ritorni, carriera: Leon Washington, 231
- Maggior numero di ritorni, stagione: Charlie Rogers, 92 (2000)
- Maggior numero di yard su ritorno, carriera: Leon Washington, 4,398[153]
- Maggior numero di yard su ritorno, stagione: Charlie Rogers, 1,992 (2000)[154]
- Maggior numero di yard su ritorno, stagione da rookie: Tyler Lockett, 1,231 (2015)[155]
- Maggior numero di yard su ritorno, partita: Leon Washington, 253 (2010)[156]
- Maggior numero di touchdown su ritorno, carriera: Joey Galloway, 4; Leon Washington, 4
- Maggior numero di touchdown su ritorno, stagione: Leon Washington, 3 (2010)
- Maggior numero di ritorni di kickoff, carriera: Steve Broussard, 165[157]
- Maggior numero di ritorni di kickoff: Josh Wilson, 69 (2008)[158]
- Maggior numero di ritorni di kickoff, stagione da rookie: Al Hunter, 36 (1977)[159]
- Maggior numero di yard su ritorno di kickoff, carriera: Steve Broussard, 3,900[160]
- Maggior numero di yard su ritorno di kickoff, stagione: Josh Wilson, 1,753 (2008)[161]
- Maggior numero di yard su ritorno di kickoff, stagione da rookie: Tyler Lockett, 852 (2015)[162]
- Maggior numero di yard su ritorno di kickoff, partita: Leon Washington, 253 (2010)[163]
- Miglior media su ritorno di kickoff, carriera (min. 50 ritorni di kickoff): Leon Washington, 26,2[164]
- Miglior media su ritorno di kickoff, stagione (min. 25 ritorni di kickoff): Leon Washington, 29,0 (2012)[165]
- Miglior media su ritorno di kickoff, stagione da rookie (min. 25 ritorni di kickoff): Tyler Lockett, 25,8 (2015)[166]
- Maggior numero di kickoff ritornati in touchdown, carriera: Leon Washington, 4[167]
- Maggior numero di kickoff ritornati in touchdown, stagione: Leon Washington, 3 (2010)[168]
- Maggior numeri di kickoff ritornati in touchdown, partita: Leon Washington, 2 (2010)[169]
- Maggior numero di ritorni di punt, carriera: Nate Burleson, 125[170]
- Maggior numero di ritorni di punt, stagione: Nate Burleson, 58 (2007)[171]
- Maggior numero di ritorni di punt, stagione da rookie: Will Lewis, 41 (1980)[172]
- Maggior numero di yard su ritorno di punt, carriera: Nate Burleson, 1,288[173]
- Maggior numero di yard su ritorno di punt, stagione: Nate Burleson, 658 (2007)[174]
- Maggior numero di yard su ritorno di punt, stagione da rookie: Bobby Joe Edmonds, 419 (1986)[175]
- Maggior numero di yard su ritorno di punt, partita: Tyler Lockett, 139 (2015)[176]
- Maggior numero di punt ritornati in touchdown, carriera: Joey Galloway, 4[177]
- Maggior numero di punt ritornati in touchdown, stagione: Joey Galloway, 2 (1998)[178]
- Miglior media per ritorno di punt, carriera (min. 50 punt ritornati): Charlie Rogers, 12.7[179]
- Miglior media per ritorno di punt, stagione (min. 20 punt ritornati): Charlie Rogers, 14.5 (1999)[180]
- Miglior media per ritorno di punt, stagione da rookie (min.20 punt ritornati): Charlie Rogers, 14.5 (1999)[181]
- Maggior numeri di fair catch su ritorno di punt, carriera: Bobby Engram, 68
- Maggior numero di fair catch su ritorno di punt, stagione: Chris Warren, 25 (1992)

## Varie
- Maggior numero di stagioni: Joe Nash, 15
- Maggior numero di gare giocate: Joe Nash, 218[182]
- Maggior numero di gare come titolare: Steve Largent, 197[183]
- Maggior numero di gare giocate consecutivamente: Jon Ryan, 159[184]
- Maggior numero di gare consecutive come titolare:  Russell Wilson, 149
- Maggior numero di gare consecutive come titolare (inclusi i playoff):  Russell Wilson, 165
- Maggior numero di punti, carriera: Norm Johnson, 810[185]
- Maggior numero di punti, stagione: Shaun Alexander, 168 (2005)[186]
- Maggior numero di punti, stagione da rookie: Josh Brown, 114 (2003)[187]
- Maggior numero di punti, partita: Shaun Alexander, 30 (2002)[188]
- Maggior numero di conversioni da due punti tentate: Chris Warren, 5
- Maggior numero di conversioni da due punti segnate, carriera: Lamar Smith, 4[189]
- Maggior numero di conversioni da due punti segnate, stagione: Lamar Smith, 3 (1996)[190]
- Maggior numero di safety, carriera: Rod Stephens, 2[191]
- Maggior numero di safety, stagione: Rod Stephens, 2 (1993) (record NFL condiviso)[192]
- Maggior numero di all-purpose yard, carriera: Steve Largent, 13.396[193]
- Maggior numero di  all-purpose yard, stagione: Charlie Rogers, 1.992 (2000)[194]
- Maggior numero di all-purpose yard, stagione da rookie: Tyler Lockett, 1.915 (2015)[195]
- Maggior numero di all-purpose yard, partita: Shaun Alexander, 273 (2001)[196]
- Maggior numero di convocazioni al Pro Bowl: Walter Jones, 9; Russell Wilson, 9
- Maggior numero di inserimenti nel First-team All-Pro: Bobby Wagner, 6
- Maggior numero di giocatori convocati al Pro Bowl in stagione: 7 giocatori (1984, 2005, 2015, 2016, 2017, 2020)
- Maggior numero di vittorie in una stagione: 13 (2005, 2013)

## Allenatori
- Maggior numero di vittorie, carriera: Pete Carroll, 128
- Maggior numero di vittorie, stagione: Mike Holmgren, 13 (2005); Pete Carroll, 13 (2013)
- Maggior numero di vittorie nei playoff, carriera: Pete Carroll, 10
- Maggior numero di vittorie in trasferta nei playoff, carriera: Pete Carroll, 3
- Maggior numero di vittorie in casa nei playoff, carriera: Pete Carroll, 6
- Maggior numero di pareggi: Pete Carroll, 1
- Maggior numero di stagioni consecutive con più vittorie che sconfitte: Pete Carroll, 9 (2012-2020)
- Maggior numero di apparizioni ai playoff consecutive: Mike Holmgren, 5 (2003-2007); Pete Carroll, 5 (2012-2016)
- Maggior numero di gare allenate, carriera: Pete Carroll, 210
- Maggior numero di apparizioni ai playoff: Pete Carroll, 10
- Maggior numero di titoli di division, carriera: Mike Holmgren, 5; Pete Carroll, 5
- Maggior numero di apparizioni al Super Bowl: Pete Carroll, 2